# Szemöldökös réce
A szemöldökös réce (Anas superciliosa) a madarak osztályának lúdalakúak (Anseriformes)  rendjébe és a récefélék (Anatidae) családjába tartozó faj.

## Előfordulása
Amerikai Szamoa, Ausztrália, a Cook-szigetek, a Fidzsi-szigetek, Francia Polinézia, Indonézia, Mikronézia, Új-Kaledónia, Új-Zéland, Palau, Pápua Új-Guinea, Szamoa, a Salamon-szigetek, Kelet-Timor, Tonga és Vanuatu területén honos. A természetes élőhelye mocsarak.

## Megjelenése
Testhossza 54–61 cm. Tollazata egyszerű barna, szeme körüli fekete, fehér csíkozása teszi különlegessé.